# 旺德莱维尔
旺德莱维尔（法語：Vandeléville，法語發音：[vɑ̃dlevil]）是法国默尔特-摩泽尔省的一个市镇，位于该省南部，属于图勒区。

## 地理
旺德莱维尔（48°25'38"N, 5°59'39"E）面积9.86 平方千米，位于法国大東部大區默尔特-摩泽尔省，该省份为法国东北部内陆省份，是洛林的一部分，北邻比利时、卢森堡，北起顺时针与摩泽尔省、下莱茵省、孚日省和默兹省接壤。
与旺德莱维尔接壤的市镇（或旧市镇、城区）包括：巴蒂尼、多马里厄尔蒙、法维耶尔、费科库尔、托雷-利奥泰、特拉蒙埃米、特拉蒙拉叙。

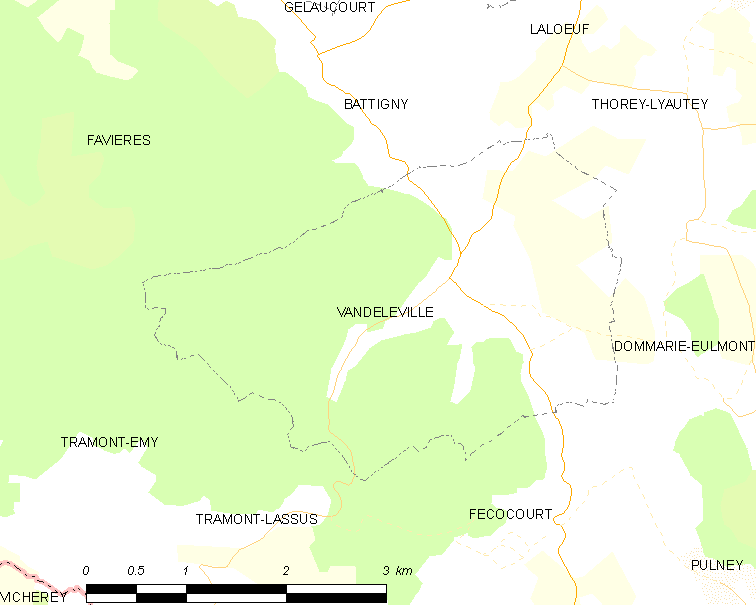
旺德莱维尔的OSM定位图

旺德莱维尔的时区为UTC+01:00、UTC+02:00（夏令时）。

## 行政
旺德莱维尔的邮政编码为54115，INSEE市镇编码为54545。

## 政治
旺德莱维尔所属的省级选区为梅讷欧桑图瓦县。

## 人口

1962-2008年间旺德莱维尔人口变化图示

旺德莱维尔于2022年1月1日时的人口数量为211人。